# Josef Žemlička
Josef Žemlička (* 1. Dezember 1946 in Slaný) ist ein tschechischer Historiker und Universitätsprofessor. Schwerpunkt seines Schaffens ist die Geschichte des Mittelalters. 

## Werdegang
Žemlička studierte von 1965 bis 1970 Archivwesen an der Prager Karls-Universität. Ab 1970 wirkt er im Historischen Institut der Akademie der Wissenschaften der Tschechischen Republik, wo er Leiter der Abteilung für Mittelalterliche Geschichte ist. Ab 1991 lehrt er an der Prager Karls-Universität. Er habilitierte 1998 und wurde 2002 zum Professor für tschechische Geschichte ernannt. Seit 2003 ist er Wissenschaftlicher Mitarbeiter des Zentrums für Mittelalterforschung. 

## Schriften (Auswahl)
- 1986. Století posledních Přemyslovců. Český stát a společnost ve 13. století. Panorama, Praha.
- 1987. Měšťanská vzdělanost a kultura v předbělohorských Čechách (1547-1620). Československá akademie věd, Praha.
- 1991. Čechové, Němci a stát Přemyslovců. Státní pedagogické nakladatelství, Praha, ISBN 80-04-25910-3.
- 1997. Čechy v době knížecí (1034-1198). Nakladatelství Lidové noviny, Praha, ISBN 80-7106-196-4.
- 2002. Počátky Čech královských: 1198-1253. Nakladatelství Lidové noviny, Praha, ISBN 80-7106-140-9.